# Lilla Luleälven
Lilla Luleälven eller Lilla Lule älv (lulesamiska: Unna Julevädno) är en älv i Jokkmokks kommun. Den är 238 kilometer lång, har ett avrinningsområde på omkring 9 800 km² och är ett biflöde till Luleälven. 

## Sträckning
Dess längsta källarm heter Tarrajåkkå och rinner upp i södra Sarekfjällen. Älven rinner mot sydost, passerar sjön Saggat (302 m ö.h.),och får därefter en rejäl påspädning av vatten från Blackälven när den passerar Tjåmotisjaure, medelvattenföringen ökar då med ca 135 %. Blackälvens vatten kommer från Sarek, till största delen från Rapaätno, och vattendraget bär med sig stora mängder glaciärslam till huvudvattendraget. Efter att Heliga Fallet i Blackälven hade byggts ut med Seitevare kraftverk så minskade slamtransporten, men den är fortfarande intensiv, vilket kan ses på satellitbild över utloppet från stationen, vattnet har en tydlig azurblå färg.
Efter att ha blivit påspädd av Blackälven passerar Lilla Luleälven Skalka (295 m ö.h.), Randijaure (284 m ö.h.) och orten Jokkmokk. Älvfåran förenar sig med Stora Luleälven vid Vuollerim. I och med vattenkraftsutbyggnaden leds emellertid vattnet från Letsi kraftverk i en 8 kilometer lång tunnel över till Stora Luleälven där den mynnar vid Suoksjåhkå strax nedströms Kuouka. Den nedersta delen av Lilla Luleälven är därför en 17 kilometer lång torrfåra, Europas längsta, bortsett från en spegeldamm vid Vuollerim.
Älven rinner hela sitt lopp inom Jokkmokks kommun. Lilla Luleälvens största biflöden är den tidigare nämnda Blackälven och Pärlälven. Lilla Luleälven är reglerad. Medelvattenföringen är 181 m³/s, vilket gör Lilla Luleälven till Sveriges näst största biflöde, efter Vindelälven.

## Kraftverk
Lilla Luleälv hyser ett flertal vattenkraftverk vilka samtliga ägs av Vattenfall AB.
- Seitevare
- Parki
- Randi
- Akkats
- Letsi

## Landskap
Lilla Luleälven skogslandskap återfinns på ömse sidor om Lilla Luleälvens vattensystem med sjöarna Saggat och Skalka i de centrala delarna. I väst-östlig riktning är utsträckningen från fjällbyn Kvikkjokk i väster till byn Nautijaur i öster. Söder om älven finns sammanhängande marker från Kvikkjokk till Granudden och består både av indelade skogar och i norra delen av reservatet Pärlälvens fjällurskog. Skogslandskapets totala areal uppgår till 113 000 hektar.
Landskapet ligger i naturgeografiska regionen 52, "Norra barrskogs-Lappland" som utmärks av bergkullslätt med stora barrskogsområden, myrmarker och den del förfjäll.